# Ronchi Valsugana
Ronchi Valsugana là một đô thị ở tỉnh Trento ở vùng Trentino-Alto Adige/Südtirol của Ý, tọa lạc cách 25 km về phía đông của Trento. Tại thời điểm ngày 31 tháng 12 năm 2004, đô thị này có dân số 380 người và diện tích là 10,0 km².
Ronchi Valsugana giáp các đô thị: Torcegno, Roncegno và Borgo Valsugana.